# Leichtathletik-Weltmeisterschaften 2011/Teilnehmer (Spanien)
| Gelbes Symbol für Goldmedaillen mit stilisierten Olympischen Ringen | Graues Symbol für Silbermedaillen mit stilisierten Olympischen Ringen | Braundes Symbol für Bronzemedaillen mit stilisierten Olympischen Ringen |
| ------------------------------------------------------------------- | --------------------------------------------------------------------- | ----------------------------------------------------------------------- |
| —                                                                   | —                                                                     | 1                                                                       |

Der spanische Leichtathletik-Verband stellte bei den Leichtathletik-Weltmeisterschaften 2011 im koreanischen Daegu 43 Teilnehmer.

## Ergebnisse

### Männer

#### Laufdisziplinen
| Athlet                     | Disziplin        | Vorlauf      | Vorlauf | Halbfinale  | Halbfinale | Finale        | Finale        |
| Athlet                     | Disziplin        | Zeit         | Platz   | Zeit        | Platz      | Zeit          | Platz         |
| -------------------------- | ---------------- | ------------ | ------- | ----------- | ---------- | ------------- | ------------- |
| Ángel David Rodríguez      | 100 m            | 10,37 s      | 22      | 10,49 s     | 22         | ausgeschieden | ausgeschieden |
| Kevin López                | 800 m            | 1:46,79 min  | 19      | 1:46,86 min | 19         | ausgeschieden | ausgeschieden |
| Luis Alberto Marco         | 800 m            | 1:46,19 min  | 8       | 1:47,45 min | 21         | ausgeschieden | ausgeschieden |
| Antonio Manuel Reina       | 800 m            | 1:46,66 min  | 16      | 1:48,45 min | 23         | ausgeschieden | ausgeschieden |
| Juan Carlos Higuero        | 1500 m           | 3:40,71 min  | 15      | 3:37,92 min | 10         | ausgeschieden | ausgeschieden |
| Manuel Olmedo              | 1500 m           | 3:41,78 min  | 24      | 3:36,91 min | 2          | 3:36,33 min   | 4             |
| Diego Ruiz                 | 1500 m           | 3:39,33 min  | 4       | 3:49,26 min | 23         | ausgeschieden | ausgeschieden |
| Francisco Javier Alves     | 5000 m           | DNF          | DNF     |             |            | ausgeschieden | ausgeschieden |
| Jesús España               | 5000 m           | 13:40,38 min | 15      |             |            | 13:33,99 min  | 12            |
| Rafael Iglesias            | Marathon         |              |         |             |            | 2:17:45 h SB  | 26            |
| José Manuel Martínez       | Marathon         |              |         |             |            | 2:17:44 h SB  | 25            |
| Pablo Villalobos           | Marathon         |              |         |             |            | 2:18:12 h     | 30            |
| Víctor García              | 3000 m Hindernis | 8:28,97 min  | 17      |             |            | ausgeschieden | ausgeschieden |
| Ángel Mullera              | 3000 m Hindernis | 8:31,83 min  | 22      |             |            | ausgeschieden | ausgeschieden |
| Tomás Tajadura             | 3000 m Hindernis | 8:36,23 min  | 25      |             |            | ausgeschieden | ausgeschieden |
| Francisco Javier Fernández | 20 km Gehen      |              |         |             |            | DNF           | DNF           |
| Miguel Ángel López         | 20 km Gehen      |              |         |             |            | 1:23:41 h     | 16            |
| José Ignacio Díaz          | 50 km Gehen      |              |         |             |            | DNF           | DNF           |
| Jesús Ángel García         | 50 km Gehen      |              |         |             |            | DSQ           | DSQ           |
| Mikel Odriozolaz           | 50 km Gehen      |              |         |             |            | DSQ           | DSQ           |

#### Sprung/Wurf
| Athlet            | Disziplin      | Qualifikation | Qualifikation | Finale        | Finale        |
| Athlet            | Disziplin      | Weite/Höhe    | Platz         | Weite/Höhe    | Platz         |
| ----------------- | -------------- | ------------- | ------------- | ------------- | ------------- |
| Igor Bychkov      | Stabhochsprung | 5,50 m        | 12            | NMH           | NMH           |
| Eusebio Cáceres   | Weitsprung     | 7,91 m        | 18            | ausgeschieden | ausgeschieden |
| Luis Felipe Méliz | Weitsprung     | 7,82 m        | 23            | ausgeschieden | ausgeschieden |
| Borja Vivas       | Kugelstoßen    | 18,37 m       | 25            | ausgeschieden | ausgeschieden |
| Frank Casañas     | Diskuswurf     | DNS           | DNS           | ausgeschieden | ausgeschieden |
| Mario Pestano     | Diskuswurf     | 65,13 m       | 3             | 63,00 m       | 11            |
| Javier Cienfuegos | Hammerwurf     | 67,49 m       | 33            | ausgeschieden | ausgeschieden |

### Frauen

#### Laufdisziplinen
| Athletin                                                            | Disziplin        | Vorlauf      | Vorlauf | Halbfinale    | Halbfinale    | Finale        | Finale        |
| Athletin                                                            | Disziplin        | Zeit         | Platz   | Zeit          | Platz         | Zeit          | Platz         |
| ------------------------------------------------------------------- | ---------------- | ------------ | ------- | ------------- | ------------- | ------------- | ------------- |
| Nuria Fernández                                                     | 1500 m           | 4:07,29 min  | 2       | 4:09,53 min   | 15            | ausgeschieden | ausgeschieden |
| Isabel Macías                                                       | 1500 m           | 4:14,75 min  | 30      | ausgeschieden | ausgeschieden | ausgeschieden | ausgeschieden |
| Natalia Rodríguez                                                   | 1500 m           | 4:10,76 min  | 15      | 4:07,88 min   | 2             | 4:05,87 min   | Bronze        |
| Alessandra Aguilar                                                  | Marathon         |              |         |               |               | DNF           | DNF           |
| Diana Martín                                                        | 3000 m Hindernis | 10:04,59 min | 22      |               |               | ausgeschieden | ausgeschieden |
| Beatriz Pascual                                                     | 20 km Gehen      |              |         |               |               | 1:31:46 h     | 8             |
| María José Poves                                                    | 20 km Gehen      |              |         |               |               | DSQ           | DSQ           |
| María Vasco                                                         | 20 km Gehen      |              |         |               |               | 1:32:42 h     | 12            |
| Placida Martínez Amparo María Cotán Concepción Montaner Ruth Beitia | 4 × 100 m        | 46,24 s      | 16      |               |               | ausgeschieden | ausgeschieden |

#### Sprung/Wurf
| Athletin            | Disziplin      | Qualifikation | Qualifikation | Finale        | Finale        |
| Athletin            | Disziplin      | Weite/Höhe    | Platz         | Weite/Höhe    | Platz         |
| ------------------- | -------------- | ------------- | ------------- | ------------- | ------------- |
| Ruth Beitia         | Hochsprung     | 1,92 m        | 16            | ausgeschieden | ausgeschieden |
| Ana Pinero          | Stabhochsprung | NMH           | NMH           | ausgeschieden | ausgeschieden |
| Concepción Montaner | Weitsprung     | NMW           | NMW           | ausgeschieden | ausgeschieden |
| Patricia Sarrapio   | Dreisprung     | 13,12 m       | 34            | ausgeschieden | ausgeschieden |
| Berta Castells      | Hammerwurf     | 67,74 m       | 18            | ausgeschieden | ausgeschieden |
| Mercedes Chilla     | Speerwurf      | 58,34 m       | 17            | ausgeschieden | ausgeschieden |